# 岩倉政治
岩倉 政治（いわくら まさじ、1903年3月4日 - 2000年5月6日）は、日本の小説家である。

## 経歴
富山県東礪波郡高瀬村（現南砺市高瀬）出身。大谷大学哲学科で鈴木大拙に師事。
戦前は一時期プロレタリア文化運動にかかわったが、その後〈転向〉し、1939年の作品「稲熱病」（いもち）が芥川賞候補作となる。戦時下には日本文学報国会の小説部会の幹事として、全国を講演したりもした。
戦後は富山市に在住。戦時下の行動を自己批判し、社会変革の運動にかかわりながら文学活動をつづける。1949年の児童文学作品、「空気のなくなる日」は映画化やその後も教材として長く読まれた。1950年代には『人民文学』にも作品を発表した。この時期には、日本共産党公認で富山県第2区から衆議院議員総選挙に立候補したこともある。
1965年の日本民主主義文学同盟創立に参加、その後は『民主文学』を中心に晩年まで創作活動を続け、また同盟富山支部を創設、後進を育てた。1984年、北日本新聞文化賞受賞。
娘婿は歌手の梅原司平である。